# Victoria (municipi)
Victoria és un municipi de l'estat de Tamaulipas. Ciudad Victoria és el cap de municipi i principal centre de població d'aquesta municipalitat. Aquest municipi és a la part sud de l'estat de Tamaulipas. Limita al nord amb Bustamante, al sud amb San Fernando, a l'oest amb Tula i a l'est amb Abasolo.